# Province de Chiquitos
La province de Chiquitos est une des 15 provinces du département de Santa Cruz, en Bolivie. Elle fait partie de ce qu'on appelle la Grande Chiquitania, avec les provinces de Velasco, de Ñuflo de Chávez, de Ángel Sandoval, de Germán Busch et de Guarayos. Son chef-lieu est la petite ville de San José de Chiquitos.
Elle doit son nom à la tribu amérindienne des Chiquitos, qui peuplaient ces territoires avant l'arrivée des Espagnols.

## Création
La province est créée en même temps que le département. Cependant, jusqu'à la décennie 1880, elle comprenait toute la région, d'où le nom de « Chiquitania » qui désignait l'ancienne région du Haut-Pérou (l'actuelle Bolivie) . À cette époque, la Grande Chiquitania est divisée en ce qui constitue aujourd'hui les provinces de Velasco, de Ñuflo de Chávez, d'Angel Sandoval, de Germán Busch et de Guarayos.

## Localisation
Elle s'étend sur la partie centre-est du département qui va depuis le Río Guapay (aussi appelé Río Grande) jusqu'aux abords du Río Paraguay.

## Géographie
Deux tiers du territoire sont des plaines très plates, le reste étant formé de territoires ondulés. Des sierras de faible élévation au parcours irrégulier la traversent. La partie plane baisse doucement d'altitude vers l'est et le sud-est et est constituée de terres basses et inondables. Nous sommes au Chaco boréal. Il y a des bois touffus et des llanos ou plaines dégagées avec une abondance de palmiers. Le territoire est éminemment agricole (élevage bovin) et forestier.
- Altitude moyenne : 296 m.
- Température moyenne : 25,4 °C.
- Précipitations moyennes : 1 040 mm.
- Superficie : 31 429 km2.

## Hydrographie
La province de Chiquitos est très particulière à ce niveau, parce que l'essentiel de son hydrographie se base sur le bassin du Río Parapetí. C'est ici que se terminent les Bañados de l'Izozog et que se crée la lagune Concepción.

## Population
En 2001, la population est de 60 359 habitants, mais augmente à 82 429 habitants en 2012. La densité de population pour cette dernière année est donc de 2,6 habitants par km2.

## Villes principales
La province a pour capitale la ville de San José de Chiquitos, elle est en outre constituée de trois territoires municipaux. 
La population de ces municipalités en 2012 se dresse comme suit :
- San José de Chiquitos	(28 922 habitants)
- Pailón	(37 866 habitants)
- Roboré	(15 641 habitants)